# 臨界幻想
『臨界幻想』（りんかいげんそう）は、日本の秋田雨雀・土方与志記念青年劇場（以下「青年劇場」と表記する。）によって1981年に初演された舞台演劇である。2012年に、前年3月に発生した福島第一原子力発電所事故を受け、『臨界幻想2011』に改題・改作され、2013年現在まで上演が続いている。
2012年には、京浜協同劇団による『臨界幻想』の上演も行われている。

## あらすじ
※以下は、2013年現在上演されている『臨界幻想2011』に基づく。
原子力発電所で7年前から働いていた青年が心筋梗塞で死亡した。間もなく遺族の元に原発労働者の被曝状況を調査している人物が訪ねてくる。母親は息子の死に隠された真実を追究し始める。劣悪な労働環境、会社や医者ぐるみの被曝の隠蔽、発電所が市町村に落とす金に目をくらませた首長達、問題を追及する人々への圧力、さまざま実態が明らかになる。間もなく原子力発電所で事故が起き、住民はパニックになる。

## 『臨界幻想』
『臨界幻想』の制作にあたり、1981年にふじたあさやによって福島県浪江町等で、原子力発電所で働く人々への取材が行なわれた。その後、青年劇場によって1981年に東京都で初演され、1982年には全国各地で上演された。

### スタッフ
- 作：ふじたあさや
- 演出：千田是也[4]

## 『臨界幻想2011』
『臨界幻想2011』は、2011年3月11日に発生した福島第一原子力発電所事故を受けて、『臨界幻想』に事故後の世情を反映して改作した作品である。2012年から、青年劇場によって全国各地で上演されている。

### スタッフ
- 作・演出：ふじたあさや
- 美術：池田ともゆき
- 照明：横田元一郎
- 音楽：川崎絵都夫
- 音響効果：菊池弘二
- 映像編集：星野有樹
- 衣裳：宮岡増枝
- 演出助手：大谷賢治郎
- 文芸助手：広戸聡
- 方言指導：葛西和雄
- 宣伝美術：八木克人
- 舞台監督：荒宏哉
- 製作：福島明夫 [1]

### 出演者
- 冨田祐一
- 藤木久美子
- 名川伸子
- 広尾博
- 広戸聡
- 吉村直
- 大嶋恵子
- 島本真治
- 浦吉ゆか
- 北直樹
- 中川為久朗
- 清原達之
- 武智香織
- 真喜志康壮
- 大月ひろ美
- 岡山豊明
- 岡本有紀
- 八代名菜子[1]

## 『臨界幻想』（京浜協同劇団）
『臨界幻想』は、京浜協同劇団によって、2012年6月に第83回公演としてスペース京浜（神奈川県川崎市）で上演されている。

### スタッフ
- 作：ふじたあさや
- 演出：内田勉
- 制作：和田庸子[2]